# Setagrotis radiatus
Setagrotis radiatus là một loài bướm đêm trong họ Noctuidae.